# Phyllis Johnson
Phyllis Wyatt Johnson, senare gift Waite, född Squire 8 december 1886 i Tunbridge Wells, Kent, död 2 december 1967 i Tonbridge, Kent, var en brittisk konståkare. Hon kom tvåa vid olympiska spelen 1908 i London i partävlingen tillsammans med sin man James H. Johnson. 12 år senare kommer hon på tredje plats vid olympiska spelen 1920 i Antwerpen, då i par med Basil Williams.